# 国内スポーツ総生産
国内スポーツ総生産（こくないスポーツそうせいさん、英: Gross Domestic Sports Product, GDSP）は国籍を問わず、国内で生産されたスポーツ関連の付加価値の年間総額。スポーツ施設の建設費、スポーツ用具・用品費、広告料、テレビ放映権料、スポーサーシップ料、入場料、選手俸給などが含まれる。
一方、国民スポーツ総生産（こくみんスポーツそうせいさん、英: Gross National Sports Product, GNSP）とは国の内外を問わず、国民が生産したスポーツ関連の付加価値の年間総額を指す。アメリカ合衆国のワートン経済指標予測センターがその概念を提唱。スポーツが国民経済に果たす指標のひとつとして、国際的に利用されている。